# Mike McPhee
Pour les articles homonymes, voir McPhee.
Michael McPhee, dit Mike McPhee (né le 14 février 1960 à Sydney en Nouvelle-Écosse au Canada) a été un joueur d'attaque canadien professionnel de hockey sur glace.

## Carrière de joueur
Il a joué pour les Canadiens de Montréal, les North Stars du Minnesota et les Stars de Dallas dans la Ligue nationale de hockey (LNH).
McPhee a remporté une Coupe Stanley avec Montréal durant la saison 1985-1986.
En 1993, il est intronisé au Temple de la renommée des sports de l'Institut Polytechnique de Rensselaer.